# Milovan Glišić
Milovan Glišić (v srbské cyrilici Милован Глишић, narozen 7.jul./ 19. ledna 1847greg. Gradac u Valjeva, zemřel 1. února 1908 v Dubrovníku) byl známým srbským spisovatelem.

## Život
Na rozdíl od řady dalších spisovatelů své doby, byl Glišić původem z vesnice, což se do budoucna projevilo značně na jeho tvorbě. Nedostalo se mu několika prvních let základní školy (neboť v místě, kde jako mladý vyrůstal, žádná nebyla); vzdělávali ho rodiče. Později chodil do školy ve Valjevu; střední školu - gymnázium - absolvoval v Bělehradě. Studoval rovněž i vysokou školu (známou bělehradskou Veliku Školu), zprvu jako technik, později ale přestoupil na filozofii. Poté, co skončil se studiem se stal korektorem státní tiskárny. Protože dlouhou dobu žil bez otce, byla jeho životní situace nelehká; pracoval kde mohl, aby se uživil. Dvakrát pracoval jako redaktor novin, dlouhou dobu také jako dramaturg Národního divadla (sepsal pro něj dvě hry - Dva cvanciga a Podvale).
Byl hlavně satirikem, kromě toho ale také překládal řadu dalších cizích spisovatelů, popularizoval především ruskou literaturu, např. Gogola, Tolstého. Přeložil také i některá díla od Tarase Ševčenka z ukrajinštiny. Srbové, kteří doposud neznali cizí literaturu, pokud neuměli cizí jazyky, si tak ty knihy nyní mohli díky Glišićovi přečíst. Ke konci života také působil v Národní knihovně. Když se ve stáří horšil jeho zdravotní stav, odcestoval do Dubrovníku, kde se léčil.